# توركس للعلاجات
توركس للعلاجات (بالإنجليزية: TauRx Therapeutics)‏ هي شركة صدلانية/علوم الحياة اندمجت في سنغافورة مع وجود مرافق البحث والعمليات في أبردين، اسكتلندا.
اُسست الشركة في 2002 بشراكة بين طبيب النساء، الجراح والمستثمر المخاطر الدكتور شاي واي سينغ وبروفيسور علم النفس الشيخوخي في جامعة أبردين باسكتلندا كلود ويشيك، الذي يشغل حاليا مركز الرئيس التنفيذي للشركة.
يستهدف البروتين المثبط للتكدس الخاص بالشركة مسبب المرض الرئيسي للخرف، وهدفه تعديل أو إيقاف تقدم المرض. يستهدف مركبهم الرئيسي LMTX تكدسات بروتين تاو ويُعتقد أنه يعمل مثل: سينوكلين، TARDBP وبروتين هنتنغتين. وتطويره الأساسي لمعالجة مرض آلزهايمر مركز في نشاطه كمثبط لتدكس تاو(TAI) .

## LMTX
LMTX هو مركب لامائي مستقر من عائلة كلوريد الميثيلثيونينيوم.:fig 1A (الكلوريد مستبدل ببروميد أو ميثان السلفونات.) خضع أحد هذه المركبات للمرحلة 3 من التجارب السريرية لاختبار الفعالية والسلامة في مرض آلزهايمر الخفيف باسم "TRx0237"، وصدرت نتائج التجربة في يوليو 2016. إجمالا، لم يُظهر المرضى الذين شاركوا في التجربة أي فوائد معتبرة من تعاطي LMTX.
قدمت توركس بعد انتهاء التجارب تحليلا فرعيا يشير إلى أن مجموعة صغيرة من المرضى في التجربة الذين كانوا يتعاطون LMTX فقط من دون أدوية آلزهايمر أخرى أبدوا تحسنات معتبرة. لكن تم الطعن في توصيف هذا التحليل الثاني على أسس إحصائية، وبناء على حقيقة استخدامِ مجموعةٍ متناولِة لدواء وهمي غير مناسبة في المقارنة.